# Pholidoscelis lineolata
Espèce
Synonymes
- Ameiva lineolata Duméril & Bibron, 1839
- Ameiva beatensis Noble, 1923
- Ameiva lineolata beatensis Noble, 1923
- Ameiva lineolata meracula Schwartz, 1966
- Ameiva lineolata perplicata Schwartz, 1966
- Ameiva lineolata privigna Schwartz, 1966
- Ameiva lineolata semota Schwartz, 1966

Statut de conservation UICN

 LC  : Préoccupation mineure
Pholidoscelis lineolata est une espèce de sauriens de la famille des Teiidae.

## Répartition
Cette espèce est endémique d'Hispaniola.

## Liste des sous-espèces
Selon The Reptile Database (27 mai 2016) :
- Pholidoscelis lineolata beatensis (Noble, 1923)
- Pholidoscelis lineolata lineolata (Duméril & Bibron, 1839)
- Pholidoscelis lineolata meracula (Schwartz, 1966)
- Pholidoscelis lineolata perplicata (Schwartz, 1966)
- Pholidoscelis lineolata privigna (Schwartz, 1966)
- Pholidoscelis lineolata semota (Schwartz, 1966)

## Publications originales
- Duméril & Bibron, 1839 : Erpétologie Générale ou Histoire Naturelle Complète des Reptiles. vol. 5, Roret/Fain et Thunot, Paris, p. 1-871 (texte intégral).
- Noble, 1923 : Four new lizards from Beata Island, Dominican Republic. American Museum Novitates, no 64, p. 1-5 (texte intégral).
- Schwartz, 1966 : The Ameiva (Lacertilia: Teiidae) of Hispaniola. I. Ameiva lineolata Duméril and Bibron. Caribbean Journal of Science, vol. 5, p. 45-57.